# Johan Duijck
Johan Duijck (Brugge, 23 november 1954) is een Vlaamse pianist, dirigent, docent en componist. Hij was/is gedurende vele jaren dirigent van onder andere het "Vlaams Radio Koor", en van het koor van de Academy of St. Martin in the Fields, concertpianist, leraar aan het Gents conservatorium, en voor meestercursussen in binnen- en buitenland. Hij is zeer actief als componist en kreeg talrijke bekroningen.

## Biografie
Johan Duijck werd geboren als zoon van de musicus Guy Duijck.
Na een veelzijdige opleiding als pianist, componist en dirigent, werd hij op jeugdige leeftijd een gedreven beoefenaar van deze drie disciplines, en daarnaast een even gedreven lesgever.
Hij is of was de vaste dirigent van het "Vlaams Radio Koor", het "Academy of Saint Martin in the Fields Chorus" te Londen, het "Europees Jeugdkoor" en het "Gents Madrigaalkoor". Hij wordt regelmatig uitgenodigd als gastdirigent bij gerenommeerde ensembles als het "Orquesta Sinfónica Real de Sevilla" (Spanje), het Iers Nationaal Kamerkoor, het Europees Jeugdkoor, het Deens Radio Koor, het Koor van de Spaanse Radio en Televisie, het "Dartington Festival Orchestra" (Groot-Brittannië), het Reykjavik Kathedraalkoor (IJsland), het "Coro de la Universidad de la República" (Montevideo, Uruguay), de "Capilla Santa Cecilia" (Puebla, México).
Als componist legt Johan Duijck zich bij voorkeur toe op piano- en koormuziek. Zijn composities El camino del Alma, A Mirror to St. Nicolas, The well-tempered pianist en Le Tombeau de Ravel verwierven internationale erkenning.
Naast het dirigeren en componeren beleeft Johan Duijck veel vreugde aan zijn eerste grote liefde, de piano. Hij is gegradueerde van de internationaal befaamde Muziekkapel Koningin Elisabeth en verwierf de prijzen Günther, Pro Civitate, Tenuto, Ollin en Lefranc. In zijn recitals wisselt hij de meesterwerken uit de literatuur af met vergeten parels en originele vondsten.
Ook op pedagogisch gebied geniet Johan Duijck een uitstekende reputatie. Hij is professor piano aan het Koninklijk Conservatorium te Gent en professor koordirectie aan de "Escola Superior de Música de Catalunya" te Barcelona. Aan de "Muziekkapel Koningin Elisabeth" te Argenteuil (België), de "Dartington International Summer School" (Groot-Brittannië) en de "Euskalerriko Abesbatzen Elkartea" (Spaans Baskenland) onderrichtte hij piano en koordirectie aan talloze studenten. Zijn voornaamste leermeesters waren Peter Cabus (compositie), Robert Steyaert (piano) en László Heltay (directie).
Duijck werd per KB van 18 juli 2013 bevorderd tot Officier in de Orde van Leopold II.

## Composities met discografie en prijzen
1. Lentetriptiek opus 1 (1981) voor vierstemmig gemengd koor a capella, op teksten van Hadewijch, Hendrik van Veldeke en Jan van Brabant; duur: ca 11' ; LP-opname: Eufoda 1083; cd-opname: TVA Music Company; bekroond met de Provinciale Prijs Oost-Vlaanderen.
2. Adagioliederen opus 2 (1982): zes liederen voor zangstem en piano, op teksten van Felix Timmermans; duur: ca 14'; LP-opname: René Gailly International Productions 4985 001. Prijs "Lied van mijn land".
3. Praeludium e tema con variazione opus 3 (1983) voor orgel; duur: ca 10'; LP-opname: René Gailly International Productions 4985 001.
4. Lauda Jerusalem opus 4 (1984) voor 4-st gemengd koor en orgel; psalmtekst; duur: ca 18'; cd-opname: Phaedra, In Flanders' Fields DDD 92058; in opdracht van et Concertfestival Knokke - Heist.
5. Klavertjevier opus 5 (1985) voor piano; duur: ca 13'; cd-opname: Phaedra, In Flanders' Fields DDD 92036 -Prijs "Muzikon".
6. Twintig notenleerlessen opus 6 (1984-1994); duur: ca 80'; in opdracht van het Koninklijk Conservatorium (Brussel).
7. Illuminatio opus 7 (1987) voor piano; duur: ca 7'; in opdracht van het Koninklijk Conservatorium (Gent); cd-opname: Phaedra, In Flanders' Fields DDD 92036.
8. Narcissus et Echo opus 8 (1988)voor 3-st gelijk koor en piano, op tekst van Ovidius; duur: ca 10'; in opdracht van "Muzikon", Gent; cd-opname: Op eigen vleugels, GMK92; cd-opname: Lexicon van de Muziek in West-Vlaanderen LM05.
9. Vier kerstmotetten opus 9 (1989-1998) voor 4-st gemengd koor a capella; duur: ca 15'; Prijs van het Europees Muziekfestival voor de Jeugd, Neerpelt.
10. Recognitio opus 10 (1990) voor piano; duur: ca 9'; cd-opname: Phaedra, In Flanders' Fields DDD 92036.
11. Zeven apenootjes opus 11 (1991) voor gelijkstemmig koor, xylofoon, vibrafoon en piano, op teksten van Daniel Billiet; duur: ca 20'; in opdracht van de Provincie Oost-Vlaanderen.
12. Laudate pueri opus 12 (1992) voor vierstemmig gemengd koor, 4stemmig -st gelijk koor en 2 piano's; psalmtekst; duur: ca 13'; in opdracht van de Internationale Cursus voor Koordirectie, Lerida (Spanje); bekroond met de Provinciale Prijs West-Vlaanderen.
13. Zeven(-)mijlslaarsjes opus 13 (1993) voor piano; duur ca 8'; bekroond met de compositieprijs EPTA (European Piano Teachers Association); cd-opname: Phaedra, In Flanders' Fields DDD 92036.
14. Discretio opus 14 (1994) voor piano; duur: ca 9'; cd-opname: Phaedra, In Flanders' Fields DDD 92036.
15. Het zachte leven opus 15 (1995) voor vierstemmig gemengd koor a capella, op teksten van Martinus Nijhoff; duur: ca 12'; cd-opname: Phaedra, In Flanders' Fields DDD 92058.
16. Alma de la música opus 16 (1996) voor gemengd koor, sopraansolo en orkest, op tekst van Fray Luis de León; duur:ca 36'; cd-opname: Phaedra, In Flanders' Fields DDD 92054.
17. Wilde Anton wel rode rozen? opus 17 (1997-2011): zeven liederen voor zangstem en piano, op teksten van Anton van Wilderode; duur: ca 14'; in opdracht van het Vlaams Radio Koor en Dexia Classics.
18. A mirror to St. Nicolas opus 18 (1998): psalm (Cantate Domino) voor driestemnmig gelijk koor, 4-st gemengd koor, hoge stem en orkest; duur: ca 30'; in opdracht van Rondinella, jeugdkoor Knokke - Heist.
19. The well-tempered pianist, boek 1, opus 19 (1999) voor piano; duur: ca 7'; cd-opname: Phaedra, In Flanders' Fields DDD 92036.
20. The well-tempered pianist, boek 2, opus 20 (2000) voor piano; duur: ca 8'; cd-opname: Phaedra, In Flanders' Fields DDD 92036.
21. The well-tempered pianist, boek 3, opus 21 (2001) voor piano; duur: ca 8'; cd-opname: Phaedra, In Flanders' Fields DDD 92036.
22. The well-tempered pianist, boek 4, opus 22 (2002) voor piano; duur: ca 8'; cd-opname: Phaedra, In Flanders' Fields DDD 92036.
23. Le Tombeau de Ravel opus 23 (2003): Sonatine voor piano; duur: ca 17'.
24. Cantar del alma opus 24 (2004) voor gemengd koor en piano, op tekst van San Juan de la Cruz; duur: ca 20'; cd-opname: Phaedra, In Flanders' Fields DDD 92054; in opdracht van het Vlaams Radio Koor.
25. Alma, búscate en Mí opus 25 (2005), voor gemengd koor en orgel, op tekst van Santa Teresa de Ávila; duur: ca 10'; cd-opname: Phaedra, In Flanders' Fields DDD 92054.
26. Cantiones Sacrae opus 26 (2006-2008); duur: ca 35'; cd-opname: Phaedra, In Flanders' Fields DDD 92058. Bundel 1: 5 motetten voor gemengd koor a capella. Bundel 2: 7 motetten voor gelijkstemmig koor a capella. Bundel 3: 5 motetten voor gemengd koor a capella
27. Meditationes opus 27 (2007), 12 korte stukken voor orgel; duur: ca 15'.
28. Apostel na de twaalf opus 28 (2008-2009), cantate voor gemengd koor, bariton, sopraan en orgel, op teksten van Paulus en Anton van Wilderode; duur: ca 40'. Cd-opname: Phaedra, In Flanders' Fields DDD 92066; in opdracht van het Bisdom Brugge.
29. Salve, Regina opus 29 (2009) voor driestemmig gelijk koor en orgel; duur: ca 9'; cd-opname: Phaedra, In Flanders' Fields DDD 92066.
30. Concierto del Alma opus 30 (2010), concerto voor piano en gemengd koor, op tekst van San Juan de la Cruz; duur: ca 19'; cd-opname: Phaedra, In Flanders' Fields DDD 92066; in opdracht van het St. Lodewijkscollege, Brugge.
31. Rilke-triptiek opus 31 (1996-2011) voor gemengd koor a capella en gelijkstemmig koor met orgel, op teksten van Rainer Maria Rilke; duur: ca 12'.

## Afzonderlijke koorwerken
- De wolken

(1991) op tekst van Martinus Nijhoff; 4-st gemengd koor a capella; duur: ca 3'; in opdracht van Cantate, St.Kruis, Brugge. 
- Nulla amicitia sine musica

(1995) op tekst van Johan Duijck; 4-st canon; duur: ca 1'; in opdracht van het European Youth Choir; cd-opname: Europa Cantat 1996. 
- Het kind en ik

(1995) op tekst van Martinus Nijhoff; 6-st gelijk koor a capella; duur: ca 3'; in opdracht van Arc Sonore, St.Niklaas. 
- Wat een hondenleven

(1995) op tekst van Godfried Bomans; duur: ca 2'.
- Onder schillen

(1997) op tekst van Daniel Billiet; 3-st gelijk koor; duur: ca 3'; in opdracht van het Europees Muziekfestival voor de Jeugd, Neerpelt.
- La Dama d'Aragó

(1997): volksliedbewerking voor gemengd koor a capella; ca 3'; in opdracht van Musica Nova, Boom.